# Route nationale 18 (Burkina Faso)
Pour les articles homonymes, voir Route nationale 18.
La route nationale 18 (RN 18) est une route du Burkina Faso allant de Taparko à la frontière béninoise. Sa longueur est d'environ 340 km.

## Tracé
- Route nationale 3 à Taparko
  - Gouengo
  - Manni
  - Bourgou
  - Nindangou
  - Bogandé
  - Kongaye
  - Piéla
  - Bilanga
  - Sékouantou
  - Botou
  - Djingfoaga
  - Nayouri
  - Tamboangou
  - Tandyari
  - Komandougou
  - Boudangou
- Fada N'Gourma
  - Nagaré
  - Tagou
- Natiaboani
  - Kompiembiga
  - Pama
  - Tindangou
  - Nadiagou
- Frontière entre le Bénin et le Burkina Faso à Porga rejoignant la Route nationale inter-états 3 vers Dassari